# Ptilophyllum kaulfussii
Ptilophyllum kaulfussii là một loài thực vật có mạch trong họ Hymenophyllaceae. Loài này được (Hook. & Grev.) Prantl miêu tả khoa học đầu tiên năm 1875.